# عبدالعظیم بدخشی
عبدالعظیم بدخشی (زادهٔ ۱۷ اوت ۱۹۹۵ در بدخشان) بوکسور و رزمی‌کار ترکیبی اهل افغانستان است. او یکی از محدود مبارزان هنرهای رزمی ترکیبی افغان به‌شمار می‌رود. او از شهرستان بدخشان افغانستان است و دارای ریکارد ۱۴ برد و ۴ شکست می‌باشد. وی به عنوان «مرد ناک اوتی افغانستان» مشهور است.

## آغاز زندگی ورزشی
بدخشی ورزش را از بوکس آغاز کرده و از جوانی به دنبال رشد در عرصه ورزش بوکس بوده است و با تلاش و پشتکار خود، در طول سال‌ها به یکی از برترین ورزشکاران افغانستان تبدیل شده است.
پس از چندین مسابقات حرفوی بوکس وی به دنیای مبارزات آزاد یا هنرهای رزمی ترکیبی روی آورد. وی با وزن ۷۶ کیلوگرم و قد ۱۸۰ سانتی‌متر، توانسته است در مسابقات مختلف موفقیت‌های چشمگیری کسب کند. وی در سال ۲۰۲۱ موفق به کسب مدال قهرمانی در مسابقات آزاد شد و این امر نشان از توانایی و استعداد وی در این رشته ورزشی است.
وی به عنوان یکی از نخبگان MMA افغانستان شناخته می‌شود و با حضور در مسابقات بین‌المللی، افتخارات بزرگی را برای کشور خود به ارمغان آورده است. وی دارای ریکارد ۱۴ برد و ۴ باخت می‌باشد و تا امروز در سازمان‌های مختلف جهانی به مبارزه پرداخته است.

## سبک مبارزه
عبدالعظیم بدخشی از دوران کودکی ابتدا کیک‌بوکسینگ را فراگرفت و سپس شروع به فعالیت در سامبو، جودو و کشتی کرد.
بدخشی پس از پیوستن به مبارزات آزاد، در ۲۰۱۱ تمرینات کشتی خود را هم آغاز کرد و در این رشته مهارت پیداکرد.
مبارزات عبدالعظیم بدخشی متکی بر کیک بوکسنگ و تلفیقی از مهارت‌هایش در فنون سامبو، جودو و کشتی است. او یکی از محدود مبارزان هنرهای رزمی ترکیبی افغانسان در استندآپ و مبارزه ایستاده پای است و در حین مبارزه بیشتر حریفانش را در حالت استند آپ ناک اوت نموده است.

## زنده گی شخصی
عبدالعظیم بدخشی در سال ۲۰۲۳ در یک مصاحبه تلویزیونی تأیید کرد که با کرشنا شرف، دختر جگی شرف یکی از هنرپیشه‌های مشهور بالیوود نامزد است و قرار است بزودی ازدواج کند.